# Fandriana
Fandriana é uma cidade no planolto central da ilha de Madagáscar. Ela fica no nord-este da região de Amoron'i Mania et é sede do distrito de Fandriana.
A cidade é populado principalmente pela etnia dos Betsileos.

## Geografia
A cidade fica na estrada nacional No. 41 a 41 km da estrada nacional No. 7.